# Titan (métro de Bucarest)
Pour les articles homonymes, voir Titan.
Titan est une station de métro roumaine de la ligne M1 du métro de Bucarest. Elle est située au croisement de la rue Liviu Rebreanu et du boulevard Nicolae Grigorescu dans le quartier Titan], Sector 3 de la ville de Bucarest. Elle dessert notamment les parcs Alexandru Ioan Cuza et Titan.
Elle est mise en service en 1981.
Exploitée par Metrorex elle est desservie par les rames de la ligne M1 qui circulent quotidiennement entre 5 h 0 et 23 h 0 (heure de départ des terminus). Des arrêts de bus sont situés à proximité.

## Situation sur le réseau
Établie en souterrain, la station Titan dispose d'une plateforme composée d'un quai central encadré par les deux voies de la ligne M1 du métro de Bucarest, elle est située entre les stations Nicolae Grigorescu, en direction de Dristor 2, et Costin Georgian, en direction de Pantelimon.

## Histoire
La station de passage « Titan » est mise en service le 28 décembre 1981, lors de l'ouverture du tronçon, long de 10,1 kilomètres, de Timpuri Noi à Republica. 

## Service des voyageurs

### Accueil
La station dispose d'une bouches à l'angle nord-est du croisement entre la rue Liviu Rebreanu et le boulevard Nicolae Grigorescu. Des escaliers, ou des ascenseurs pour les personnes à mobilité réduite, permettent de rejoindre la salle des guichets et des automates pour l'achat des titres de transport (un ticket est utilisable pour un voyage sur l'ensemble du réseau métropolitain).

### Desserte
À la station Titan, la desserte quotidienne débute avec le passage des rames parties des stations terminus des lignes à 5 h 0 et se termine avec le passage des dernières rames ayant pris le départ à 23 h 0 des stations terminus.

### Intermodalité
Au carrefour, plusieurs arrêts d'autobus sont desservis par les lignes 101, 102, 253, 311, 330, 335 et N104.